# Полюс холоду
Полюс холоду — область з найнижчими температурами повітря у земної поверхні. В північній півкулі — це Оймякон з абсолютним мінімумом −72°С, в південній — станція «Восток» (Антарктида) −89,2°С.

## Південний полюс холоду
Південним полюсом холоду є станція «Восток», яка розташована в Східній Антарктиді. 21 липня 1983 там було зареєстровано −89,2 °C, що, без урахування додаткових факторів, є найнижчою температурою повітря на поверхні Землі. В інших джерелах вказана температура −88,3 °C.

## Північний полюс холоду
Існує декілька думок про його точне розташування. В даний час основними претендентами є два міста Якутії: Верхоянськ і Оймякон.